# Arbeitsgericht Berlin

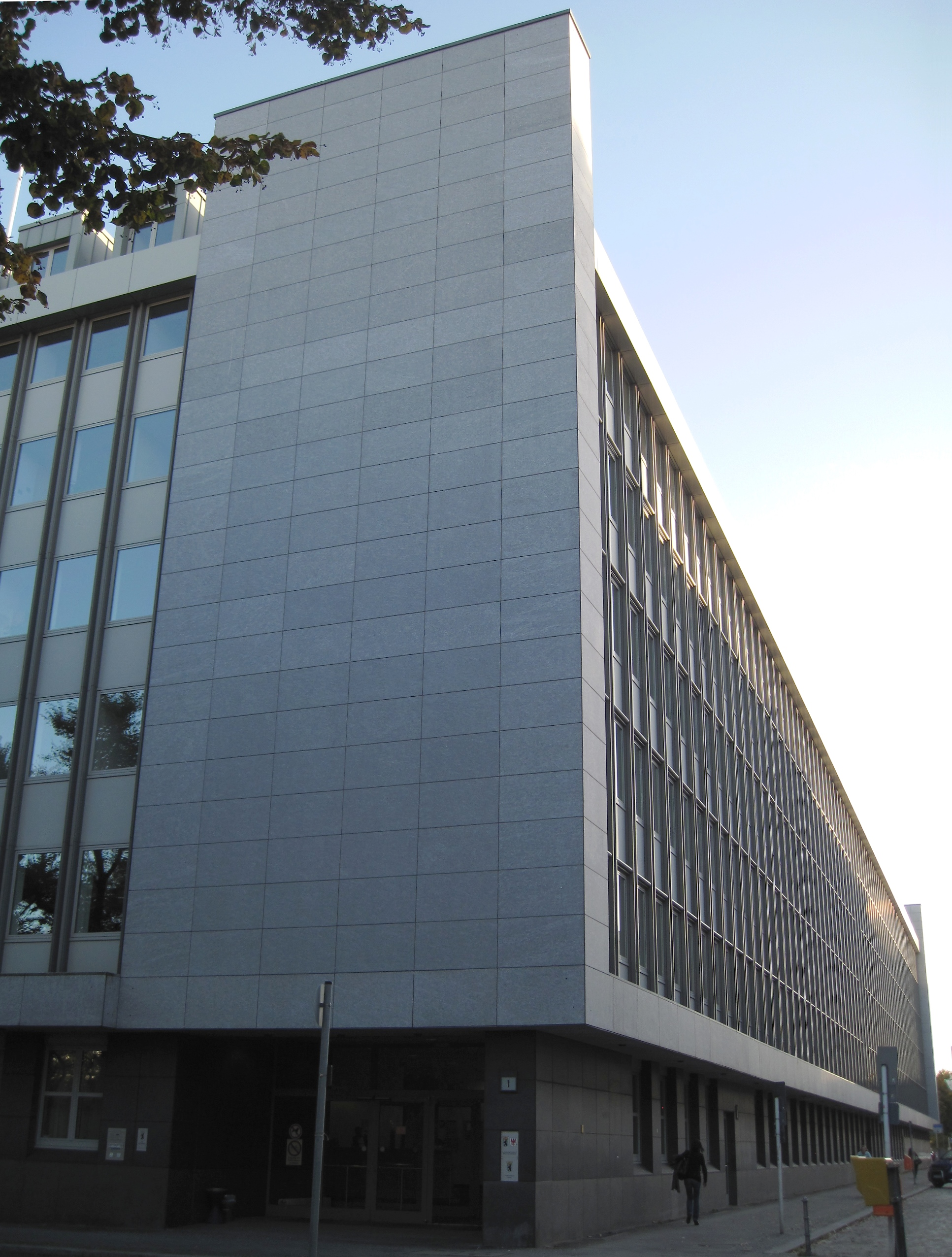
Gerichtsgebäude

Das Arbeitsgericht Berlin ist ein deutsches Gericht der Arbeitsgerichtsbarkeit. Es ist in erster Instanz zuständig für arbeitsrechtliche Verfahren. Sein Gerichtsbezirk umfasst das Gebiet des Landes Berlin. Mit 49 Kammern und 41 Berufsrichterinnen und -richtern ist es das größte Arbeitsgericht Deutschlands.

## Übergeordnete Gerichte

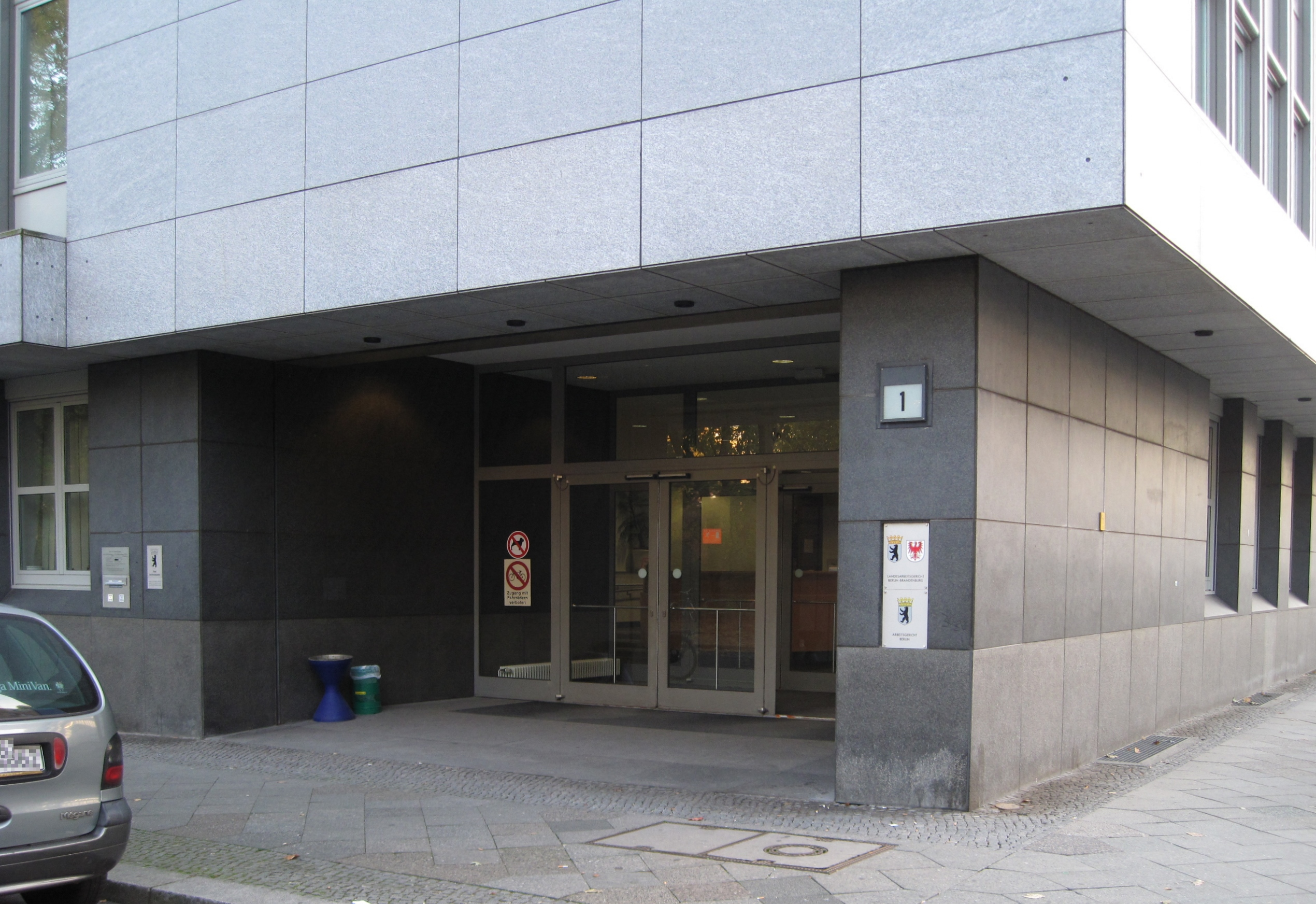
Eingangsbereich

Übergeordnet ist dem Arbeitsgericht das Landesarbeitsgericht Berlin-Brandenburg. Im weiteren Rechtszug ist das Bundesarbeitsgericht in Erfurt übergeordnet.

## Leitung
Präsidentin des Arbeitsgerichts ist seit Mai 2013 Bärbel Klumpp. Sie ist Nachfolgerin von Reinhold Gerken, der seit dem 1. Oktober 2007 Präsident des Arbeitsgerichts war. Vizepräsident des Arbeitsgerichts ist seit November 2013 Kay Wollgast.

## Geschichte
Gemäß Arbeitsgerichtsgesetz vom 23. Dezember 1926 wurden in Deutschland Arbeitsgerichte gebildet. Diese waren nur in der ersten Instanz organisatorisch selbstständige Gerichte, die Landesarbeitsgerichte waren den Landgerichten zugeordnet. Am Landgericht Berlin I entstand so 1927 das Landesarbeitsgericht Berlin als eines von zwei Landesarbeitsgerichten im Bezirk des Kammergerichtes. In Berlin entstand das Arbeitsgericht Berlin. Sein Sprengel umfasste den Bezirke der Amtsgerichte Altlandsberg, Berlin-Lichtenberg, Berlin-Lichterfelde, Berlin-Mitte, Berlin-Pankow, Berlin-Schöneberg, Berlin-Tempelhof, Berlin-Wedding, Berlin-Weißensee, Bernau, Charlottenburg, Köpenick, Kalkberge, Königs Wusterhausen, Liebenwalde, Mittenwalde, Nauen, Neukölln, Oranienburg, Spandau, Strausberg, Trebbin, Wendisch Buchholz und Zossen. Es bestanden 17 Kammern für Arbeiter, 13 Kammern für Angestellte, fünf Kammern für Handwerk sowie eine Kammer für die Mitarbeiter der Reichsbahndirektion Berlin.
In der Zeit Nationalsozialismus erfolgte die Gleichschaltung des Arbeitsgerichts Berlin. Die Kompetenzen der Arbeitsgerichte wurden beschränkt. Das führte dazu, dass die Zahl der Verfahren vor dem Arbeitsgericht Berlin von 45.232 im Jahr 1933 auf 34.542 im Jahr 1934 und 17.300 im Jahr 1939 fiel.
Nach der Besetzung Deutschlands durch die Alliierten wurden 1945 zunächst alle Gerichte geschlossen. Die ordentlichen Gerichte wurden schon bald wieder eröffnet, während die Arbeitsgerichte zunächst außer in Hamburg nicht wieder eingerichtet wurden, so dass arbeitsgerichtliche Streitigkeiten von den ordentlichen Gerichten erledigt werden mussten. Gemäß Kontrollratsgesetz 21 sollten in Deutschland Arbeitsgerichte aufgebaut werden. Für Berlin nahm das Arbeitsgericht Berlin am 1. Juni 1946 seinen Geschäftsbetrieb wieder auf.
Die Teilung Berlins führte auch zu einer Teilung des Arbeitsgerichts Berlin. Anlass war die Ernennung von Hermann Harnisch und Otto Augustin (beide SPD) auf Vorschlag der Unabhängigen Gewerkschaftsorganisation durch Ernst Reuter zu Arbeitsrichtern am 11. Januar 1949. Der Magistrat von Ost-Berlin erklärte daraufhin, den Sitz des Landesarbeitsgerichts und des Arbeitsgerichtes Berlin zum 28. Januar 1949 nach Ost-Berlin, Inselstraße 12 zu verlegen. Fünf von 17 Kammervorsitzenden entschieden sich für das Ost-Arbeitsgericht, die anderen verblieben im Westen.
In der DDR bzw. Ost-Berlin bestanden 1952 bis 1963 Arbeitsgerichte auf Kreis- und Bezirksebene. Nachdem diese 1963 in die Kreis- und Bezirksgerichte integriert worden waren, gab es keine gesonderten Arbeitsgerichte mehr.
Nach der Wiedervereinigung war das Berliner Arbeitsgericht wieder für die ganze Stadt zuständig.

## Gerichtsgebäude
Das Gericht befindet sich seit 1994 am Magdeburger Platz 1 im Ortsteil Tiergarten des Bezirks Mitte. Das Gerichtsgebäude ist das umgebaute, ehemalige Lagerhaus des benachbarten Möbelgeschäftes. Im gleichen Gebäude befindet sich auch das Landesarbeitsgericht Berlin-Brandenburg.
Den ersten Amtssitz hatte das am 1. Juli 1927 errichtete Arbeitsgericht Berlin in der Zimmerstraße 90/91. Aus Platznot wurden später weitere Räume in dem gegenüberliegenden Haus (Zimmerstraße 13) und in der Prinz-Albrecht-Straße 8 hinzugemietet. 1931 zog das Arbeitsgericht, ab Mai 1933 auch das Landesarbeitsgericht Berlin in die Wilhelmstraße 84–87. Nach dem Zweiten Weltkrieg nahm das Arbeitsgericht am 4. Juni 1946 seine Arbeit in der Invalidenstraße 120/121 auf. Das baufällige Gebäude wurde nach einem Monat verlassen und das Arbeitsgericht zog in das Erdgeschoss des ehemaligen Preußischen Oberverwaltungsgerichts in der Hardenbergstraße 31 (heute: Oberverwaltungsgericht Berlin). Das Arbeitsgericht dort war ab Januar 1949 nur noch für West-Berlin zuständig, während das Arbeitsgericht für Ost-Berlin seinen Sitz in der Inselstraße 12 erhielt. Weitere Stationen des West-Berliner Arbeitsgerichts waren die Babelsberger Straße 14–16 (1951–1965), die Cicerostraße 2 (1965–1975) und die Lützowstraße 106 (1975–1994), 1991 erweitert um die Außenstelle Treptow.

## Bekannte Entscheidungen
Im Fall Emmely in der Sache einer langjährig beschäftigten Kassiererin, die zwei ihr nicht gehörende Leergutbons im Gesamtwert von 1,30 Euro eingelöst haben soll, entschied das Arbeitsgericht Berlin im August 2008, dass die fristlose Kündigung rechtens sei. Die Entscheidung wurde vom Landesarbeitsgericht Berlin-Brandenburg im Februar 2009 bestätigt, am 10. Juni 2010 vom Bundesarbeitsgericht jedoch für unverhältnismäßig und damit rechtswidrig erklärt.

## Gedenken der jüdischen Richter in der Berliner Arbeitsgerichtsbarkeit

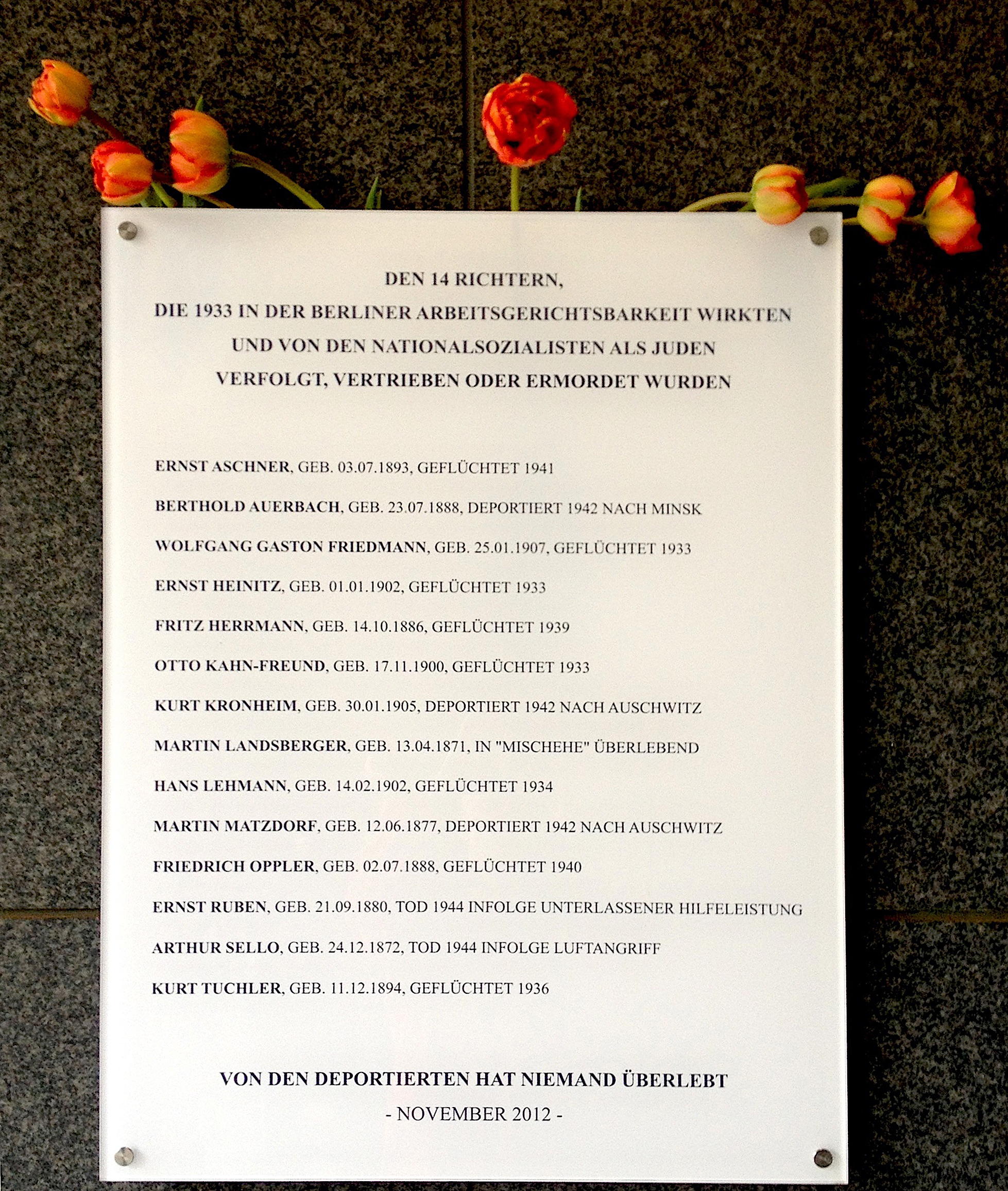
Gedenktafel zu Ehren der jüdischen Richter in der Berliner Arbeitsgerichtsbarkeit

Seit November 2012 ziert eine Gedenktafel mit den Namen der vertriebenen und ermordeten Richter den Eingangsbereich des Arbeitsgerichts. Diese Richter waren bis 1933 an dem Berliner Arbeitsgericht tätig.
Die Namen der Richter im Einzelnen:
- Ernst Aschner (* 3. Juli 1893 in Crossen an der Oder; † 15. April 1956 in Caulfield, Australien)
- Berthold Auerbach (* 23. Juli 1888 in Berlin; † 24. Juni in Minsk)
- Wolfgang Gaston Friedmann (* 25. Januar 1907 in Berlin; † 1972 in New York)
- Ernst Heinitz (* 1. Januar 1902 in Berlin; † 11. Mai 1998 ebenda)
- Fritz Herrmann (* 14. Oktober 1886 in Berlin; † 11. September 1963 in New York)
- Otto Kahn-Freund (* 17. November 1900 in Frankfurt a. M.; † 16. August 1979 in Oxford)
- Kurt Kronheim (* 30. Januar 1905 in Danzig; † 2. September 1942 in Auschwitz)
- Martin Landsberger (* 13. April 1871 in Berlin; † Oktober 1961 ebenda)
- Hans Lehmann (* 14. Februar 1902 in Frankfurt a. M.; † 23. Januar 1988 in Washington, D.C.)
- Martin Matzdorf (* 12. Juni 1877 in Briesen; † 14. Dezember 1942 in Auschwitz)
- Friedrich Oppler (* 2. Juli 1888 in Oppeln; † 6. September 1966 in Berlin)
- Ernst Ruben (* 21. September 1880 in Berlin; † 19. Januar 1944 in Eberswalde)
- Arthur Sello (* 24. Dezember 1872 in Bojanowo; † 6. März 1944 in Berlin)
- Kurt Tuchler (* 11. Dezember 1894 in Stolp; † 23. September 1978 in Tel Aviv)[5]